# 우리 아이가 달라졌어요
우리 아이가 달라졌어요는 SBS TV에서 2006년 11월 7일부터 2015년 11월 20일까지 방송한 시사교양 프로그램이었다.

## 방송 소개
- 실제상황 토요일의 한 코너로 2005년 7월 2일에 9개 지역 민방 동시 네트워크로 첫방송되었다가 2006년 11월 7일에 독립 프로그램으로 재편성되어 매주 화요일 저녁 7시 45분동안 방송되었지만 SBS가 2007년 가을 개편 때 저녁 7시 15분에 방송된 그 여자가 무서워를 통해 SBS 일일 드라마가 부활에 따라[3] 50분(저녁 6시 30분부터 7시 20분까지)으로 축소 편성되었으며, 다음에는 오후 5시 35분으로 시간대가 변경되었다.

## 참고 사항
- 1990년대 후반 IMF 사태 이후에 저출산의 여파로 인해 사회적으로 가장 큰 화두로 떠오른 대한민국 부부들의 이혼 및 가족 문제들을 허심탄회하게 다룬 KBS 2TV의 '부부클리닉 사랑과 전쟁'과는 달리 잘못된 생활습관을 가진 아이들과 청소년들의 문제를 해결 해주는 소재로 2012년 5월 18일부터 2015년 11월 20일까지 프로그램 제작국인 SBS 서울 본사를 비롯한 강원 영서와 영동권역 지역 민방인 G1에서 단독으로 자체 송출되었다.

- SBS 네트워크와 제휴한 지역 민방 자체 방송 프로그램 편성으로 인해 SBS 본사와의 동시 네트워크 송출 불가로 KNN 부산경남방송을 비롯한 TJB 대전방송 등 일부 지역에서 해당 시간에 자체 방송을 한 일이 있었다. 이로 인해 지방에 거주하고 있는 시청자들이 프로그램 존폐 여부를 묻는 민원이 제기되자 2012년 5월 18일 방송분부터 자체 송출로 전환에 따라 프로그램 제작국인 SBS 본사에선 매주 월요일 오후 3시 10분에 재방송을 편성하여 지방 거주 시청자들의 불만을 해소하였다.

- 2012년 11월 가을 개편 이후엔 육아에 대한 다양한 해법을 제시하여 시청자들에게 보다 알차고 폭 넓은 육아 정보를 일목요연하게 제공 하고자는 취지로 개편하여 공정성이 한층 제고되었지만 관계자 일각에선 본 프로그램의 저조한 시청률은 프로그램 자체의 문제가 아니라 SBS 측의 무성의한 편성 때문이라는 지적이 일고 있었다.

- 더욱이는 세월호 침몰 사고 여파로 인해 사회적 시국으로 편성하기엔 부적절하다는 점이 복합적으로 작용하여 더 이상 지상파 프로그램에서 공정성을 기대할 수 없다는 판단이 나온 것으로 분석되어 더 이상 지상파 방송에서 시청률을 기대할 수 없다는 전제 하에 SBS와 KBS가 공정성을 강화하자는 취지로 2015년 11월 20일까지 방송되었다. KBS 시사교양본부의 김광필 국장의 인터뷰에서 "KT와 SK브로드밴드 등 선후발업체 간의 IPTV 가입자 수가 포화 상태에 이르자마자 저조한 시청률 때문에 프로그램을 제작할 여력이 없어, 경기 불황으로 인해 누적되는 적자로 광고 수익이 급감하면서 방송 시간대가 조금 이르다는 지적이 있기는 하지만 저녁 6시 시간대엔 시사교양 프로그램 편성 때문에 도저히 시간을 낼 엄두도 못 내는 형편이기 때문에 SBS로서는 최대로 배려한 편성이었다"라고 해명했다.

## 방송 시간
- 2006년 11월 7일 ~ 2007년 10월 2일 : 매주 화요일 저녁 6시 50분
- 2007년 10월 9일 ~ 2012년 5월 8일 : 매주 화요일 저녁 6시 30분
- 2012년 5월 18일 ~ 2012년 11월 9일 : 매주 금요일 저녁 6시 30분
- 2012년 11월 23일 ~ 2015년 11월 20일 : 매주 금요일 오후 5시 35분

## 진행자
| 대수 | 진행자 | 방송 기간                           | 비고 |
| ---- | ------ | ----------------------------------- | ---- |
| 1대  | 송은이 | 2006년 11월 7일 ~ 2011년 1월 25일   |      |
| 2대  | 박찬민 | 2011년 2월 1일 ~ 2011년 7월 12일    |      |
| 3대  | 이기상 | 2011년 7월 19일 ~ 2012년 11월 9일   |      |
| 4대  | 김환   | 2012년 11월 23일 ~ 2015년 11월 20일 |      |

## 수상 경력
- 2006년 아시아 태평양 방송 연합(ABU) 엔터테인먼트 부문 수상작[4]
- 2007년 한국방송프로듀서상 TV예능 부문 작품상[4]
- 2007년 방송위원회(현 방송통신심의위원회)대상 어린이·청소년 프로그램상[4]
- 2008년 휴스턴 국제필름 페스티벌 동상[4]

## 네트워크 방송사
| 방송 권역        | 방송사                          | 비고 |
| ---------------- | ------------------------------- | --- |
| 수도권           | SBS                             | 프로그램 제작국(키국) |
| 부산/경남권      | PSB 부산방송 → KNN 부산경남방송 | 'KNN 생방송 투데이'와 '전국 톱 10 가요쇼' 등 로컬 프로그램 자체 방송 관계로 매주 월요일 오후 3시 10분에 시차 네트워크로 2014년 11월 3일까지 랜덤 송출하였다. (2006년 5월 14일부터 개칭한 KNN 부산경남방송의 경우 실제상황 토요일 코너 방송 당시에 PSB 부산방송 명칭을 2006년 5월 13일까지 표기했다.) |
| 울산권           | ubc 울산방송                    | 'KNN 생방송 투데이'와 '전국 톱 10 가요쇼' 등 로컬 프로그램 자체 방송 관계로 매주 월요일 오후 3시 10분에 시차 네트워크로 2014년 11월 3일까지 랜덤 송출하였다. (2006년 5월 14일부터 개칭한 KNN 부산경남방송의 경우 실제상황 토요일 코너 방송 당시에 PSB 부산방송 명칭을 2006년 5월 13일까지 표기했다.) |
| 대구/경북권      | Taegu Broadcasting Corporation  | 2013년 10월 11일부터 동시 네트워크로 송출되었다. |
| 대전/충남/세종권 | TJB 대전방송                    | '세상발견 유레카' 등 로컬 프로그램 자체 방송 관계로 매주 월요일 오후 3시 10분에 시차 네트워크로 2014년 11월 3일까지 랜덤 송출되었다. |
| 충북권           | CJB 청주방송                    | '세상발견 유레카' 등 로컬 프로그램 자체 방송 관계로 매주 월요일 오후 3시 10분에 시차 네트워크로 2014년 11월 3일까지 랜덤 송출되었다. |
| 전북권           | JTV 전주방송                    | '세상발견 유레카' 등 로컬 프로그램 자체 방송 관계로 매주 월요일 오후 3시 10분에 시차 네트워크로 2014년 11월 3일까지 랜덤 송출되었다. |
| 광주/전남권      | kbc 광주방송                    | 동시 네트워크 (2011년 10월 10일에 개칭한 G1의 경우 방송 당시에 GTB 강원민방 명칭을 2011년 10월 9일까지 표기하였다.) |
| 강원권           | GTB 강원민방 → G1               | 동시 네트워크 (2011년 10월 10일에 개칭한 G1의 경우 방송 당시에 GTB 강원민방 명칭을 2011년 10월 9일까지 표기하였다.) |
| 제주권           | 제주국제자유도시방송            | '생방송 혼저옵서예' 등 로컬 프로그램 자체 방송 관계로 매주 월요일 오후 3시 10분에 시차 네트워크로 2014년 11월 3일까지 랜덤 송출되었다. |

## 경쟁 프로그램
- 가장 보통의 가족 (JTBC)
- 요즘 육아 금쪽같은 내새끼 (채널A)